# Ecphylus texanus
Ecphylus texanus är en stekelart som beskrevs av Charles Thomas Brues 1907. Ecphylus texanus ingår i släktet Ecphylus och familjen bracksteklar. Inga underarter finns listade i Catalogue of Life.